# 日本野球連盟 (プロ野球)
日本野球連盟（にほんやきゅうれんめい）は、1936年から1949年まで存在していた日本のプロ野球組織、またはそのリーグ名。日本初の本格的全国規模によるスポーツリーグ（プロ選手対象である場合でも日本初）であり、現在の日本野球機構のルーツに当たる。

## 沿革
- 1936年2月5日、日本3番目のプロ野球球団として活動していた東京巨人軍、前年暮れに発足した大阪タイガースの2球団を始め、名古屋軍、東京セネタース、阪急軍、大東京軍、名古屋金鯱軍の7球団で日本職業野球連盟（にほんしょくぎょうやきゅうれんめい）が設立され、4月に第1回のリーグ戦が開催された（但し、東京巨人軍はアメリカ合衆国遠征中のため不参加）。日本の団体競技で全国規模の社会人リーグ戦はこれが初めてだった。同年7月には東京巨人軍も参加しての連盟結成記念のトーナメント戦。9月-12月の秋季大会で初めて優勝チーム決定戦までを行った。
- 1937年から後楽園球場がスポンサーの後楽園イーグルスが加わり8球団に。
- 1938年9月から南海軍を加え9球団となった。
- 1939年に日本野球連盟に改称。
- 日中戦争におけるアメリカとの関係悪化から1940年より球団名や野球用語の英語使用が禁止され日本語化が始まる。
- 1940年夏季リーグ戦を満洲で開催（満洲リーグ戦）。
- 1941年に翼軍と名古屋金鯱軍が対等合併し大洋軍となり8球団に。
- 1943年に西鉄軍と大和軍が解散。6球団となる。
- 1944年は太平洋戦争の戦局悪化から日本野球報国会（にほんやきゅうほうこくかい）と改め、平日は軍事高揚の労働に当て、試合は週末中心に開催された。しかし同年夏季リーグ戦を最後に公式戦を中止。同年秋季は総進軍優勝大会と称し、夏季連盟戦の成績を参考にして東京巨人軍と朝日軍、阪神軍と産業軍、阪急軍と近畿日本軍の連合3チームによって開催されたが、公式記録には残されていない。また、阪神軍・産業軍・阪急軍・朝日軍は1945年1月1日から5日まで、「正月野球大会」を自主的に開催したが、こちらも公式記録の対象外となっている。
- 敗戦後の1945年暮れから1946年始め頃、既存6チームに加え、セネタース（1945年11月加盟）とゴールドスター（1946年2月加盟）を加えた8チームによる株式会社形式で連盟が再結成された（この他に東京カッブスも参加希望申し込みをしたが、東京巨人軍の猛反発や9チームの端数で日程が組みにくいなどの理由で却下された）。また同年は各球団を愛称で呼ぶことが試みられた（#1946年の球団愛称）。
- 1947年、アメリカメジャーリーグベースボール方式のニックネームを全面導入とし、「漢字＋ニックネーム」の球団呼称に統一。
- 1948年に社団法人へ改組。合わせて「日本野球興行会社」を設立し、企業的な営利活動を全て移管。フランチャイズ制度を試験導入。
- 1949年まで1リーグ8球団の形態が続いたが、正力松太郎の構想する2大リーグ戦の計画を聞きつけて、加盟希望企業が殺到。連盟は「当初は10球団1リーグ、その後は12球団2リーグ」という正力構想のタイムテーブルに沿って2球団の加盟を認めたが、1949年末、正力の意を受けて加盟を申請した毎日新聞を巡って紛糾。既存8チームが4：4の割合で分裂し、1リーグ時代は幕を下ろした（プロ野球再編問題 (1949年)）。
  - この時、毎日オリオンズ加盟反対派だった読売ジャイアンツ、中日ドラゴンズ、大陽ロビンスと、賛成派だった大阪タイガース、新設の大洋ホエールズ、広島カープ、西日本パイレーツが加わり「セントラル野球連盟」（セントラル・リーグ）を、さらに賛成派の阪急ブレーブス、南海ホークス、東急フライヤーズ、大映スターズ、新設の毎日オリオンズ、西鉄クリッパース、近鉄パールスが「太平洋野球連盟」（パシフィック・リーグ）をそれぞれ設立し、日本野球連盟は解散した。また1950年1月、新設の国鉄スワローズがセントラル・リーグに加盟。
- その後、両リーグ間での選手引き抜き問題の沈静化を図りプロ野球を統括し、リーグ間・球団間の利害を調整する機関として日本野球機構が設立された。

以後は日本野球機構#沿革を参照

### 戦時下の自主規制
上述のアメリカとの関係悪化により、野球が敵国アメリカの国技であるために、陸軍と文部省からの通達もあり、日本野球連盟は英語使用を徹底的に自主規制した。球団名や球団旗ロゴ、用語等の日本語化が押し進められた。
球団名では大阪タイガースが「阪神軍」、東京セネタースが「翼軍」になるなど改称を強いられた（参照）。
野球の用語はアメリカから伝来した性格上カタカナ英語が多かったが、その全てが日本語に改められた。更に一部の日本語用語も、より健闘精神を煽るものへと変えられた。以下はその一例。
- リーグ戦 「連盟戦」
- ストライク 「よし1本」（ストライクバッターアウトは「よし3本、それまで」）
- ボール 「だめ」、あるいは「1つ、2つ、3つ、4つ」
- アウト 「引け」
- 監督 「教士」
- 選手 「戦士」
- マネージャー 「秘書」

他にも延長戦の時間・イニング制限が無くなり、引き分けは天候や日没によるコールドのみに。また犠牲フライが打数に加算されるようになった。1943年頃からユニフォームの国防色使用と、戦闘帽の着用が指示され、卑怯な戦術であるとして隠し球も禁止された。1944年には個を主張してはならないとの理由から背番号の使用も禁止された。
日本人選手以外のいわゆる外国籍選手（当時はハワイ出身の日系人が主）も政府の帰国令などで締め出される形となった。無国籍であったヴィクトル・スタルヒン（当時・東京巨人軍）は登録名を「須田博」として出場、更には戦況悪化に伴い追放・軽井沢に抑留された。
なお、大学野球、中等学校野球などは大衆人気が高かったことと、軍部命令により早期に公式大会が中止されたため、職業野球が行なったこれらのような延命策を採らなかった。用語の言い換えなども職業野球でのみ使用され、一般にはそれほど浸透しなかった。

### 1946年の球団愛称
1946年シーズンでは鈴木惣太郎の提案により各球団に愛称が付けられた。以前より東京巨人軍が「巨人」と呼ばれていたことに倣ったものである。
- 「巨人」東京巨人軍
- 「猛虎」大阪タイガース
- 「中部」中部日本
- 「阪急」阪急軍
- 「太平」パシフィック
- 「近畿」グレートリング
- 「青鞜」セネタース
- 「金星」ゴールドスター

新聞報道などではこの愛称で表記されることが多かった。愛称と球団名を繋げて「太平パシフィック」「近畿グレートリング」「青鞜セネタース」「金星ゴールドスター」の表記も見られた（球団の正式名称ではない）。各球団の反発に合い1年限りで取り止めとなり、翌1947年にアメリカメジャーリーグベースボールを参考にしたニックネームが採用された。しかし東京巨人軍は「読売ジャイアンツ」と改称したものの「読売巨人軍」の名乗りを重視しており、4月3日の自社紙面の布告においても「読売巨人軍と変更」とのみ記載して「読売ジャイアンツ」の名を記載していない。

## 加盟球団とその変遷
（注）1945年は活動中止
- 東京巨人軍（1936-1946） - 読売ジャイアンツ（1947-1949）
→セントラル・リーグへ
- 大阪タイガース（1936-1940.9.24） - 阪神軍（1940.9.25-1945） - 大阪タイガース（1946-1949）
→セントラル・リーグへ（現・阪神タイガース）
- 名古屋軍（1936-1943） - 産業軍（1944-1945） - 中部日本（1946） - 中日ドラゴンズ（1947-1949）
→セントラル・リーグへ
- 阪急軍（1936-1946） - 阪急ベアーズ（1947.1-1947.4.17）[注 1] - 阪急ブレーブス（1947.4.18-1949）
→パシフィック・リーグへ（現・オリックス・バファローズ）
- 大東京軍（1936-1937春） - ライオン軍（1937秋-1940） - 朝日軍（1941-1945） - パシフィック（1946） - 太陽ロビンス（1947） - 大陽ロビンス（1948-1949）
→セントラル・リーグへ（後の松竹ロビンスで現在は消滅）
- 後楽園イーグルス（1937春-1937秋） - イーグルス（1938春-1940.10.5） - 黒鷲軍（1940.10.6-1942.9.11） - 大和軍（1942.9.12-1943）
→解散
- 南海軍（1938秋-1944.5.31） - 近畿日本軍（1944.6.1-1945） - グレートリング（1946-1947.5.31） - 南海ホークス（1947.6.1-1949）
→パシフィック・リーグへ（現・福岡ソフトバンクホークス）
- 東京セネタース（1936-1940.10.16） - 翼軍（1940.10.17-1940末）
→名古屋金鯱軍と対等合併、大洋軍を結成
- 名古屋金鯱軍（1936-1940）
→翼軍と対等合併、大洋軍を結成
- 大洋軍（1941-1942） - 西鉄軍（1943）
→解散
- セネタース（1946） - 東急フライヤーズ（1947） - 急映フライヤーズ（1948） - 東急フライヤーズ（1949）
→パシフィック・リーグへ（現・北海道日本ハムファイターズ）
- ゴールドスター（1946） - 金星スターズ（1947-1948） - 大映スターズ（1949）
→パシフィック・リーグへ（後の大映ユニオンズで現在は消滅）

## 年度別順位
- .は左のチームと同率順位

| 年度   | 優勝                                                                 | 勝                                                                   | 敗                                                                   | 分                                                                   | 2位                                                                  | 勝                                                                   | 敗                                                                   | 分                                                                   | 3位                                                                  | 勝                                                                   | 敗                                                                   | 分                                                                   | 4位                                                                  | 勝                                                                   | 敗                                                                   | 分                                                                   | 5位                                                                  | 勝                                                                   | 敗                                                                   | 分                                                                   | 6位                                                                  | 勝                                                                   | 敗                                                                   | 分                                                                   | 7位                                                                  | 勝                                                                   | 敗                                                                   | 分                                                                   | 8位                | 勝                 | 敗                 | 分                 | 9位                | 勝                 | 敗                 | 分                 |
| ------ | -------------------------------------------------------------------- | -------------------------------------------------------------------- | -------------------------------------------------------------------- | -------------------------------------------------------------------- | -------------------------------------------------------------------- | -------------------------------------------------------------------- | -------------------------------------------------------------------- | -------------------------------------------------------------------- | -------------------------------------------------------------------- | -------------------------------------------------------------------- | -------------------------------------------------------------------- | -------------------------------------------------------------------- | -------------------------------------------------------------------- | -------------------------------------------------------------------- | -------------------------------------------------------------------- | -------------------------------------------------------------------- | -------------------------------------------------------------------- | -------------------------------------------------------------------- | -------------------------------------------------------------------- | -------------------------------------------------------------------- | -------------------------------------------------------------------- | -------------------------------------------------------------------- | -------------------------------------------------------------------- | -------------------------------------------------------------------- | -------------------------------------------------------------------- | -------------------------------------------------------------------- | -------------------------------------------------------------------- | -------------------------------------------------------------------- | ------------------ | ------------------ | ------------------ | ------------------ | ------------------ | ------------------ | ------------------ | ------------------ |
| 1936春 | 順位なし（セネタース、金鯱、タイガース、阪急、名古屋、大東京）       | 順位なし（セネタース、金鯱、タイガース、阪急、名古屋、大東京）       | 順位なし（セネタース、金鯱、タイガース、阪急、名古屋、大東京）       | 順位なし（セネタース、金鯱、タイガース、阪急、名古屋、大東京）       | 順位なし（セネタース、金鯱、タイガース、阪急、名古屋、大東京）       | 順位なし（セネタース、金鯱、タイガース、阪急、名古屋、大東京）       | 順位なし（セネタース、金鯱、タイガース、阪急、名古屋、大東京）       | 順位なし（セネタース、金鯱、タイガース、阪急、名古屋、大東京）       | 順位なし（セネタース、金鯱、タイガース、阪急、名古屋、大東京）       | 順位なし（セネタース、金鯱、タイガース、阪急、名古屋、大東京）       | 順位なし（セネタース、金鯱、タイガース、阪急、名古屋、大東京）       | 順位なし（セネタース、金鯱、タイガース、阪急、名古屋、大東京）       | 順位なし（セネタース、金鯱、タイガース、阪急、名古屋、大東京）       | 順位なし（セネタース、金鯱、タイガース、阪急、名古屋、大東京）       | 順位なし（セネタース、金鯱、タイガース、阪急、名古屋、大東京）       | 順位なし（セネタース、金鯱、タイガース、阪急、名古屋、大東京）       | 順位なし（セネタース、金鯱、タイガース、阪急、名古屋、大東京）       | 順位なし（セネタース、金鯱、タイガース、阪急、名古屋、大東京）       | 順位なし（セネタース、金鯱、タイガース、阪急、名古屋、大東京）       | 順位なし（セネタース、金鯱、タイガース、阪急、名古屋、大東京）       | 順位なし（セネタース、金鯱、タイガース、阪急、名古屋、大東京）       | 順位なし（セネタース、金鯱、タイガース、阪急、名古屋、大東京）       | 順位なし（セネタース、金鯱、タイガース、阪急、名古屋、大東京）       | 順位なし（セネタース、金鯱、タイガース、阪急、名古屋、大東京）       |                                                                      |                                                                      |                                                                      |                                                                      |                    |                    |                    |                    |                    |                    |                    |                    |
| 1936夏 | 順位なし（阪急、タイガース、セネタース、名古屋、金鯱、巨人、大東京） | 順位なし（阪急、タイガース、セネタース、名古屋、金鯱、巨人、大東京） | 順位なし（阪急、タイガース、セネタース、名古屋、金鯱、巨人、大東京） | 順位なし（阪急、タイガース、セネタース、名古屋、金鯱、巨人、大東京） | 順位なし（阪急、タイガース、セネタース、名古屋、金鯱、巨人、大東京） | 順位なし（阪急、タイガース、セネタース、名古屋、金鯱、巨人、大東京） | 順位なし（阪急、タイガース、セネタース、名古屋、金鯱、巨人、大東京） | 順位なし（阪急、タイガース、セネタース、名古屋、金鯱、巨人、大東京） | 順位なし（阪急、タイガース、セネタース、名古屋、金鯱、巨人、大東京） | 順位なし（阪急、タイガース、セネタース、名古屋、金鯱、巨人、大東京） | 順位なし（阪急、タイガース、セネタース、名古屋、金鯱、巨人、大東京） | 順位なし（阪急、タイガース、セネタース、名古屋、金鯱、巨人、大東京） | 順位なし（阪急、タイガース、セネタース、名古屋、金鯱、巨人、大東京） | 順位なし（阪急、タイガース、セネタース、名古屋、金鯱、巨人、大東京） | 順位なし（阪急、タイガース、セネタース、名古屋、金鯱、巨人、大東京） | 順位なし（阪急、タイガース、セネタース、名古屋、金鯱、巨人、大東京） | 順位なし（阪急、タイガース、セネタース、名古屋、金鯱、巨人、大東京） | 順位なし（阪急、タイガース、セネタース、名古屋、金鯱、巨人、大東京） | 順位なし（阪急、タイガース、セネタース、名古屋、金鯱、巨人、大東京） | 順位なし（阪急、タイガース、セネタース、名古屋、金鯱、巨人、大東京） | 順位なし（阪急、タイガース、セネタース、名古屋、金鯱、巨人、大東京） | 順位なし（阪急、タイガース、セネタース、名古屋、金鯱、巨人、大東京） | 順位なし（阪急、タイガース、セネタース、名古屋、金鯱、巨人、大東京） | 順位なし（阪急、タイガース、セネタース、名古屋、金鯱、巨人、大東京） | 順位なし（阪急、タイガース、セネタース、名古屋、金鯱、巨人、大東京） | 順位なし（阪急、タイガース、セネタース、名古屋、金鯱、巨人、大東京） | 順位なし（阪急、タイガース、セネタース、名古屋、金鯱、巨人、大東京） | 順位なし（阪急、タイガース、セネタース、名古屋、金鯱、巨人、大東京） |                    |                    |                    |                    |                    |                    |                    |                    |
| 1936秋 | 巨人                                                                 |                                                                      |                                                                      |                                                                      | タイガース                                                           |                                                                      |                                                                      |                                                                      | 順位なし（阪急、名古屋、セネタース、金鯱、大東京）                   | 順位なし（阪急、名古屋、セネタース、金鯱、大東京）                   | 順位なし（阪急、名古屋、セネタース、金鯱、大東京）                   | 順位なし（阪急、名古屋、セネタース、金鯱、大東京）                   | 順位なし（阪急、名古屋、セネタース、金鯱、大東京）                   | 順位なし（阪急、名古屋、セネタース、金鯱、大東京）                   | 順位なし（阪急、名古屋、セネタース、金鯱、大東京）                   | 順位なし（阪急、名古屋、セネタース、金鯱、大東京）                   | 順位なし（阪急、名古屋、セネタース、金鯱、大東京）                   | 順位なし（阪急、名古屋、セネタース、金鯱、大東京）                   | 順位なし（阪急、名古屋、セネタース、金鯱、大東京）                   | 順位なし（阪急、名古屋、セネタース、金鯱、大東京）                   | 順位なし（阪急、名古屋、セネタース、金鯱、大東京）                   | 順位なし（阪急、名古屋、セネタース、金鯱、大東京）                   | 順位なし（阪急、名古屋、セネタース、金鯱、大東京）                   | 順位なし（阪急、名古屋、セネタース、金鯱、大東京）                   | 順位なし（阪急、名古屋、セネタース、金鯱、大東京）                   | 順位なし（阪急、名古屋、セネタース、金鯱、大東京）                   | 順位なし（阪急、名古屋、セネタース、金鯱、大東京）                   | 順位なし（阪急、名古屋、セネタース、金鯱、大東京）                   |                    |                    |                    |                    |                    |                    |                    |                    |
| 1937春 | 巨人                                                                 | 41                                                                   | 13                                                                   | 2                                                                    | タイガース                                                           | 41                                                                   | 14                                                                   | 1                                                                    | セネタース                                                           | 30                                                                   | 26                                                                   |                                                                      | 阪急                                                                 | 28                                                                   | 26                                                                   | 2                                                                    | 金鯱                                                                 | 25                                                                   | 30                                                                   | 1                                                                    | 大東京                                                               | 21                                                                   | 31                                                                   | 4                                                                    | 名古屋                                                               | 21                                                                   | 35                                                                   |                                                                      | イーグルス         | 12                 | 44                 |                    |                    |                    |                    |                    |
| 1937秋 | タイガース                                                           | 39                                                                   | 9                                                                    | 1                                                                    | 巨人                                                                 | 30                                                                   | 18                                                                   |                                                                      | イーグルス                                                           | 28                                                                   | 19                                                                   | 2                                                                    | 金鯱                                                                 | 23                                                                   | 25                                                                   | 1                                                                    | セネタース                                                           | 20                                                                   | 27                                                                   | 1                                                                    | ライオン                                                             | 19                                                                   | 29                                                                   | 1                                                                    | 阪急                                                                 | 17                                                                   | 29                                                                   | 3                                                                    | 名古屋             | 13                 | 33                 | 3                  |                    |                    |                    |                    |
| 1938春 | タイガース                                                           | 29                                                                   | 6                                                                    |                                                                      | 巨人                                                                 | 24                                                                   | 11                                                                   |                                                                      | 阪急                                                                 | 21                                                                   | 13                                                                   | 1                                                                    | イーグルス                                                           | 18                                                                   | 15                                                                   | 2                                                                    | セネタース                                                           | 13                                                                   | 21                                                                   | 1                                                                    | 金鯱                                                                 | 13                                                                   | 22                                                                   |                                                                      | 名古屋                                                               | 11                                                                   | 24                                                                   |                                                                      | ライオン           | 9                  | 26                 |                    |                    |                    |                    |                    |
| 1938秋 | 巨人                                                                 | 30                                                                   | 9                                                                    | 1                                                                    | タイガース                                                           | 27                                                                   | 13                                                                   |                                                                      | 阪急                                                                 | 21                                                                   | 17                                                                   | 2                                                                    | 名古屋                                                               | 19                                                                   | 18                                                                   | 3                                                                    | セネタース                                                           | 19                                                                   | 20                                                                   | 1                                                                    | ライオン.                                                            | 19                                                                   | 20                                                                   | 1                                                                    | イーグルス                                                           | 15                                                                   | 20                                                                   | 5                                                                    | 南海               | 11                 | 26                 | 3                  | 金鯱               | 11                 | 29                 |                    |
| 1939   | 巨人                                                                 | 66                                                                   | 26                                                                   | 4                                                                    | タイガース                                                           | 63                                                                   | 30                                                                   | 3                                                                    | 阪急                                                                 | 58                                                                   | 36                                                                   | 2                                                                    | セネタース                                                           | 49                                                                   | 38                                                                   | 9                                                                    | 南海                                                                 | 40                                                                   | 50                                                                   | 6                                                                    | 名古屋                                                               | 38                                                                   | 53                                                                   | 5                                                                    | 金鯱                                                                 | 36                                                                   | 56                                                                   | 4                                                                    | ライオン           | 33                 | 58                 | 5                  | イーグルス         | 29                 | 65                 | 2                  |
| 1940   | 巨人                                                                 | 76                                                                   | 28                                                                   |                                                                      | 阪神                                                                 | 64                                                                   | 37                                                                   | 3                                                                    | 阪急                                                                 | 61                                                                   | 38                                                                   | 5                                                                    | 翼                                                                   | 56                                                                   | 39                                                                   | 10                                                                   | 名古屋                                                               | 58                                                                   | 41                                                                   | 5                                                                    | 黒鷲                                                                 | 46                                                                   | 54                                                                   | 4                                                                    | 金鯱                                                                 | 34                                                                   | 63                                                                   | 7                                                                    | 南海               | 28                 | 71                 | 6                  | ライオン           | 24                 | 76                 | 4                  |
| 1941   | 巨人                                                                 | 62                                                                   | 22                                                                   | 2                                                                    | 阪急                                                                 | 53                                                                   | 31                                                                   | 51                                                                   | 大洋                                                                 | 47                                                                   | 37                                                                   | 3                                                                    | 南海                                                                 | 43                                                                   | 41                                                                   |                                                                      | 阪神                                                                 | 41                                                                   | 43                                                                   |                                                                      | 名古屋                                                               | 37                                                                   | 47                                                                   |                                                                      | 黒鷲                                                                 | 28                                                                   | 56                                                                   | 1                                                                    | 朝日               | 25                 | 59                 | 1                  |                    |                    |                    |                    |
| 1942   | 巨人                                                                 | 73                                                                   | 27                                                                   | 5                                                                    | 大洋                                                                 | 60                                                                   | 39                                                                   | 6                                                                    | 阪神                                                                 | 52                                                                   | 48                                                                   | 5                                                                    | 阪急                                                                 | 49                                                                   | 50                                                                   | 6                                                                    | 朝日                                                                 | 49                                                                   | 50                                                                   | 6                                                                    | 南海                                                                 | 49                                                                   | 56                                                                   |                                                                      | 名古屋                                                               | 39                                                                   | 60                                                                   | 6                                                                    | 大和               | 27                 | 68                 | 10                 |                    |                    |                    |                    |
| 1943   | 巨人                                                                 | 54                                                                   | 27                                                                   | 3                                                                    | 名古屋                                                               | 48                                                                   | 29                                                                   | 7                                                                    | 阪神                                                                 | 41                                                                   | 36                                                                   | 7                                                                    | 朝日.                                                                | 41                                                                   | 36                                                                   | 7                                                                    | 西鉄                                                                 | 39                                                                   | 37                                                                   | 8                                                                    | 大和                                                                 | 35                                                                   | 43                                                                   | 6                                                                    | 阪急                                                                 | 31                                                                   | 51                                                                   | 2                                                                    | 南海               | 26                 | 56                 | 2                  |                    |                    |                    |                    |
| 1944   | 阪神                                                                 | 27                                                                   | 6                                                                    | 2                                                                    | 巨人                                                                 | 19                                                                   | 14                                                                   | 2                                                                    | 阪急                                                                 | 19                                                                   | 15                                                                   | 1                                                                    | 産業                                                                 | 13                                                                   | 21                                                                   | 1                                                                    | 朝日                                                                 | 12                                                                   | 22                                                                   | 1                                                                    | 近畿日本                                                             | 11                                                                   | 23                                                                   | 1                                                                    |                                                                      |                                                                      |                                                                      |                                                                      |                    |                    |                    |                    |                    |                    |                    |                    |
| 1945   | 戦況悪化のため中止                                                   | 戦況悪化のため中止                                                   | 戦況悪化のため中止                                                   | 戦況悪化のため中止                                                   | 戦況悪化のため中止                                                   | 戦況悪化のため中止                                                   | 戦況悪化のため中止                                                   | 戦況悪化のため中止                                                   | 戦況悪化のため中止                                                   | 戦況悪化のため中止                                                   | 戦況悪化のため中止                                                   | 戦況悪化のため中止                                                   | 戦況悪化のため中止                                                   | 戦況悪化のため中止                                                   | 戦況悪化のため中止                                                   | 戦況悪化のため中止                                                   | 戦況悪化のため中止                                                   | 戦況悪化のため中止                                                   | 戦況悪化のため中止                                                   | 戦況悪化のため中止                                                   | 戦況悪化のため中止                                                   | 戦況悪化のため中止                                                   | 戦況悪化のため中止                                                   | 戦況悪化のため中止                                                   | 戦況悪化のため中止                                                   | 戦況悪化のため中止                                                   | 戦況悪化のため中止                                                   | 戦況悪化のため中止                                                   | 戦況悪化のため中止 | 戦況悪化のため中止 | 戦況悪化のため中止 | 戦況悪化のため中止 | 戦況悪化のため中止 | 戦況悪化のため中止 | 戦況悪化のため中止 | 戦況悪化のため中止 |
| 1946   | グレートリング                                                       | 65                                                                   | 38                                                                   | 2                                                                    | 巨人                                                                 | 64                                                                   | 39                                                                   | 2                                                                    | 大阪                                                                 | 59                                                                   | 46                                                                   |                                                                      | 阪急                                                                 | 51                                                                   | 52                                                                   | 2                                                                    | セネタース                                                           | 47                                                                   | 58                                                                   |                                                                      | ゴールドスター                                                       | 43                                                                   | 60                                                                   | 2                                                                    | 中部日本                                                             | 42                                                                   | 60                                                                   | 3                                                                    | パシフィック       | 42                 | 60                 | 3                  |                    |                    |                    |                    |
| 1947   | 大阪                                                                 | 79                                                                   | 37                                                                   | 3                                                                    | 中部日本                                                             | 67                                                                   | 50                                                                   | 2                                                                    | 南海                                                                 | 59                                                                   | 55                                                                   | 5                                                                    | 阪急                                                                 | 58                                                                   | 57                                                                   | 4                                                                    | 巨人                                                                 | 56                                                                   | 59                                                                   | 4                                                                    | 東急                                                                 | 51                                                                   | 65                                                                   | 3                                                                    | 太陽                                                                 | 50                                                                   | 64                                                                   | 5                                                                    | 金星               | 41                 | 74                 | 4                  |                    |                    |                    |                    |
| 1948   | 南海                                                                 | 87                                                                   | 49                                                                   | 4                                                                    | 巨人                                                                 | 83                                                                   | 55                                                                   | 2                                                                    | 大阪                                                                 | 70                                                                   | 66                                                                   | 4                                                                    | 阪急                                                                 | 66                                                                   | 68                                                                   | 6                                                                    | 急映                                                                 | 59                                                                   | 70                                                                   | 11                                                                   | 大陽                                                                 | 61                                                                   | 74                                                                   | 5                                                                    | 金星                                                                 | 60                                                                   | 73                                                                   | 7                                                                    | 中日               | 52                 | 83                 | 5                  |                    |                    |                    |                    |
| 1949   | 巨人                                                                 | 85                                                                   | 48                                                                   | 1                                                                    | 阪急                                                                 | 69                                                                   | 64                                                                   | 3                                                                    | 大映                                                                 | 67                                                                   | 65                                                                   | 2                                                                    | 南海                                                                 | 67                                                                   | 67                                                                   | 1                                                                    | 中日                                                                 | 66                                                                   | 68                                                                   | 3                                                                    | 大阪                                                                 | 65                                                                   | 69                                                                   | 3                                                                    | 東急                                                                 | 64                                                                   | 73                                                                   | 1                                                                    | 大陽               | 52                 | 81                 |                    |                    |                    |                    |                    |

## チーム別記録
- 1949シーズン終了時点のデータ。データは各前身球団を含む。「Aク」はAクラス、「Bク」はBクラスを表す[注 2]。
- 太字の項目は最多数を表す。球団の列のソートボタンで元の順序に戻る。
- 翼・金鯱・大和・西鉄の各球団は1949シーズン終了時点で消滅しているため参考記録として扱う。

| 球団 | 1位 | 2位 | 3位 | 4位 | Aク計 | 5位 | 6位 | 7位 | 8位 | 9位 | Bク計 |
| ---- | --- | --- | --- | --- | ----- | --- | --- | --- | --- | --- | ----- |
| 巨人 | 9   | 5   | 0   | 0   | 14    | 1   | 0   | 0   | 0   | 0   | 1     |
| 大阪 | 4   | 5   | 4   | 0   | 13    | 1   | 1   | 0   | 0   | 0   | 2     |
| 中日 | 0   | 2   | 0   | 2   | 3     | 2   | 2   | 4   | 2   | 0   | 11    |
| 阪急 | 0   | 2   | 5   | 5   | 12    | 0   | 0   | 2   | 0   | 0   | 2     |
| 大腸 | 0   | 0   | 1   | 1   | 2     | 2   | 3   | 2   | 4   | 1   | 12    |
| 南海 | 2   | 0   | 1   | 2   | 5     | 1   | 2   | 0   | 3   | 0   | 6     |
| 東急 | 0   | 0   | 0   | 0   | 0     | 2   | 1   | 1   | 0   | 0   | 4     |
| 大映 | 0   | 0   | 1   | 0   | 1     | 0   | 1   | 1   | 1   | 0   | 3     |
| 翼   | 0   | 0   | 1   | 2   | 3     | 3   | 0   | 0   | 0   | 0   | 3     |
| 金鯱 | 0   | 0   | 0   | 1   | 1     | 1   | 1   | 2   | 0   | 1   | 5     |
| 西鉄 | 0   | 1   | 1   | 0   | 2     | 1   | 0   | 0   | 0   | 0   | 1     |
| 大和 | 0   | 0   | 1   | 1   | 2     | 0   | 2   | 2   | 2   | 1   | 7     |

## 球団歌
1940年（昭和15年）に開催された満洲リーグ戦の時点では以下の通り加盟全9チームが球団歌を作成しており、同年7月に大連市で発行された選手名鑑『職業野球早わかり』に歌詞が掲載されている。大半はレコード未作成かつ楽譜の現存が確認されておらず、歌詞のみしか伝わっていない。
| 球団名         | タイトル                 | 作成時期 | 音源・楽譜   | 備考                                                           |
| -------------- | ------------------------ | -------- | ------------ | -------------------------------------------------------------- |
| 東京巨人軍     | 巨人軍の歌（野球の王者） | 1939年   | レコードあり | 1949年に「ジャイアンツ・ソング」へ代替わり                     |
| 大阪タイガース | 大阪タイガースの歌       | 1936年   | レコードあり | 1961年に「阪神タイガースの歌」への改題・歌詞一部変更を経て現存 |
| 名古屋軍       | 名古屋軍応援歌           | 1936年   | 歌詞のみ     | 1950年に「ドラゴンズの歌」制定                                 |
| 阪急軍         | 阪急職業野球団応援歌     | 1936年   | 楽譜あり     | 1950年に「阪急ブレーブスの歌」へ代替わり                       |
| ライオン軍     | 制覇に進む若き獅子       | 1939年   | 楽譜あり     | 1948年に「輝けロビンス」制定                                   |
| イーグルス     | イーグルス応援歌         | 不詳     | 歌詞のみ     |                                                                |
| 南海軍         | 南海軍の歌               | 1939年頃 | 歌詞のみ     | 作曲者不詳、1952年に「南海ホークスの歌」制定                   |
| 東京セネタース | 東京セネタースの歌       | 1940年   | レコードあり | 2013年のライオンズ・クラシックで復活演奏実施                   |
| 名古屋金鯱軍   | 金鯱の歌                 | 不詳     | 歌詞のみ     | 総監督の岡田源三郎が作詞                                       |

このうち名古屋軍と阪急のものは表題を「応援歌」としているが、公式の「球団歌」とその他の（公認・非公認を問わない）「応援歌」が区別されるようになったのは1960年代から70年代以降にかけてであり、1リーグ時代において両者の区別は曖昧なものであった。